# Beachvolleybal op de Pan-Amerikaanse Spelen 2019
Beachvolleybal was een van de onderdelen op de Pan-Amerikaanse Spelen 2019 in Lima. Het was de zesde keer dat de sport op de Pan-Amerikaanse beoefend werd. Het onderdeel vond plaats van 24 tot en met 30 juli in een tijdelijk stadium op het strand van San Miguel. Aan zowel het mannen- als vrouwentoernooi namen zestien tweetallen mee, verdeeld over vier groepen. De groepswinnaars gingen direct door naar de kwartfinales, terwijl de nummers twee en drie zich via een tussenronde konden kwalificeren voor de kwartfinales. Vanaf de kwartfinales werd via een knockoutsysteem gespeeld.

## Mannen

### Groepsfase
|  | Naar laatste acht |
|  | Naar tussenronde  |

#### Groep A
| # | Ploeg               | Punten | Wedstrijden | Wedstrijden | Spelpunten | Spelpunten | Spelpunten | Sets | Sets | Sets  |
| # | Ploeg               | Punten | W           | V           | W          | V          | Ratio      | W    | V    | Ratio |
| - | ------------------- | ------ | ----------- | ----------- | ---------- | ---------- | ---------- | ---- | ---- | ----- |
| 1 | Hernández / Gómez   | 6      | 3           | 0           | 126        | 81         | 1,556      | 6    | 0    | MAX   |
| 2 | Leonardo / García   | 5      | 2           | 1           | 121        | 93         | 1,301      | 4    | 2    | 2,000 |
| 3 | Medina / Sánchez    | 4      | 1           | 2           | 106        | 109        | 0,972      | 2    | 4    | 0,500 |
| 4 | Vásquez / Seminario | 3      | 0           | 3           | 58         | 126        | 0,460      | 0    | 6    | 0,000 |

| Datum   |                     | Score |                   | Set 1   | Set 2   | Set 3 |
| ------- | ------------------- | ----- | ----------------- | ------- | ------- | ----- |
| 24 juli | Vásquez / Seminario | 0 – 2 | Medina / Sánchez  | 11 – 21 | 14 – 21 |       |
| 24 juli | Leonardo / García   | 0 – 2 | Hernández / Gómez | 18 – 21 | 19 – 21 |       |
| 25 juli | Vásquez / Seminario | 0 – 2 | Hernández / Gómez | 8 – 21  | 8 – 21  |       |
| 25 juli | Leonardo / García   | 2 – 0 | Medina / Sánchez  | 21 – 19 | 21 – 15 |       |
| 26 juli | Vásquez / Seminario | 0 – 2 | Leonardo / García | 11 – 21 | 6 – 21  |       |
| 26 juli | Hernández / Gómez   | 2 – 0 | Medina / Sánchez  | 21 – 14 | 21 – 16 |       |

#### Groep B
| # | Ploeg               | Punten | Wedstrijden | Wedstrijden | Spelpunten | Spelpunten | Spelpunten | Sets | Sets | Sets  |
| # | Ploeg               | Punten | W           | V           | W          | V          | Ratio      | W    | V    | Ratio |
| - | ------------------- | ------ | ----------- | ----------- | ---------- | ---------- | ---------- | ---- | ---- | ----- |
| 1 | Capogrosso / Azaad  | 6      | 3           | 0           | 139        | 89         | 1,562      | 6    | 1    | 6,000 |
| 2 | Satterfield / Burik | 5      | 2           | 1           | 127        | 106        | 1,198      | 5    | 2    | 2,500 |
| 3 | Escobar / Vargas    | 4      | 1           | 2           | 88         | 116        | 0,759      | 2    | 4    | 0,500 |
| 4 | Stewart / Phillip   | 3      | 0           | 3           | 83         | 126        | 0,659      | 0    | 6    | 0,000 |

| Datum   |                     | Score |                    | Set 1   | Set 2   | Set 3   |
| ------- | ------------------- | ----- | ------------------ | ------- | ------- | ------- |
| 24 juli | Satterfield / Burik | 2 – 0 | Escobar / Vargas   | 21 – 12 | 21 – 10 |         |
| 24 juli | Capogrosso / Azaad  | 2 – 0 | Stewart / Phillip  | 21 – 15 | 21 – 7  |         |
| 25 juli | Satterfield / Burik | 2 – 0 | Stewart / Phillip  | 21 – 13 | 21 – 16 |         |
| 25 juli | Capogrosso / Azaad  | 2 – 0 | Escobar / Vargas   | 21 – 12 | 21 – 12 |         |
| 26 juli | Satterfield / Burik | 1 – 2 | Capogrosso / Azaad | 21 – 19 | 10 – 21 | 12 – 15 |
| 26 juli | Stewart / Phillip   | 0 – 2 | Escobar / Vargas   | 19 – 21 | 13 – 21 |         |

#### Groep C
| # | Ploeg                | Punten | Wedstrijden | Wedstrijden | Spelpunten | Spelpunten | Spelpunten | Sets | Sets | Sets  |
| # | Ploeg                | Punten | W           | V           | W          | V          | Ratio      | W    | V    | Ratio |
| - | -------------------- | ------ | ----------- | ----------- | ---------- | ---------- | ---------- | ---- | ---- | ----- |
| 1 | Brandão / Dealtry    | 5      | 2           | 1           | 135        | 112        | 1,205      | 5    | 2    | 2,500 |
| 2 | González / Reyes     | 5      | 2           | 1           | 142        | 131        | 1,084      | 5    | 3    | 1,667 |
| 3 | Vieyto / Cairus      | 5      | 2           | 1           | 124        | 115        | 1,078      | 4    | 3    | 1,333 |
| 4 | Alpízar / Valenciano | 3      | 0           | 3           | 84         | 127        | 0,661      | 0    | 6    | 0,000 |

| Datum   |                   | Score |                      | Set 1   | Set 2   | Set 3   |
| ------- | ----------------- | ----- | -------------------- | ------- | ------- | ------- |
| 24 juli | Brandão / Dealtry | 2 – 0 | Alpízar / Valenciano | 21 – 13 | 21 – 14 |         |
| 24 juli | González / Reyes  | 1 – 2 | Vieyto / Cairus      | 21 – 15 | 16 – 21 | 8 – 15  |
| 25 juli | Brandão / Dealtry | 2 – 0 | Vieyto / Cairus      | 21 – 16 | 21 – 14 |         |
| 25 juli | González / Reyes  | 2 – 0 | Alpízar / Valenciano | 21 – 13 | 21 – 16 |         |
| 26 juli | Brandão / Dealtry | 1 – 2 | González / Reyes     | 21 – 16 | 14 – 21 | 16 – 18 |
| 26 juli | Vieyto / Cairus   | 2 – 0 | Alpízar / Valenciano | 22 – 20 | 21 – 8  |         |

#### Groep D
| # | Ploeg               | Punten | Wedstrijden | Wedstrijden | Spelpunten | Spelpunten | Spelpunten | Sets | Sets | Sets  |
| # | Ploeg               | Punten | W           | V           | W          | V          | Ratio      | W    | V    | Ratio |
| - | ------------------- | ------ | ----------- | ----------- | ---------- | ---------- | ---------- | ---- | ---- | ----- |
| 1 | Grimalt / Grimalt   | 6      | 3           | 0           | 149        | 124        | 1,202      | 6    | 2    | 3,000 |
| 2 | Ontiveros / Virgen  | 5      | 2           | 1           | 130        | 118        | 1,102      | 5    | 2    | 2,500 |
| 3 | Nusbaum / Plantinga | 4      | 1           | 2           | 110        | 132        | 0,833      | 2    | 4    | 0,500 |
| 4 | Mora / López        | 3      | 0           | 3           | 134        | 149        | 0,899      | 1    | 6    | 0,167 |

| Datum   |                     | Score |                    | Set 1   | Set 2   | Set 3   |
| ------- | ------------------- | ----- | ------------------ | ------- | ------- | ------- |
| 24 juli | Nusbaum / Plantinga | 2 – 0 | Mora / López       | 22 – 20 | 30 – 28 |         |
| 24 juli | Grimalt / Grimalt   | 2 – 1 | Ontiveros / Virgen | 21 – 15 | 16 – 21 | 15 – 10 |
| 25 juli | Nusbaum / Plantinga | 0 – 2 | Ontiveros / Virgen | 14 – 21 | 19 – 21 |         |
| 25 juli | Grimalt / Grimalt   | 2 – 1 | Mora / López       | 21 – 19 | 19 – 21 | 15 – 13 |
| 26 juli | Nusbaum / Plantinga | 0 – 2 | Grimalt / Grimalt  | 11 – 21 | 14 – 21 |         |
| 26 juli | Ontiveros / Virgen  | 2 – 0 | Mora / López       | 21 – 16 | 21 – 17 |         |

### Tussenronde
| Datum   |                     | Score |                    | Set 1   | Set 2   | Set 3 |
| ------- | ------------------- | ----- | ------------------ | ------- | ------- | ----- |
| 27 juli | González / Reyes    | 2 – 0 | Medina / Sánchez   | 21 – 17 | 21 – 14 |       |
| 27 juli | Satterfield / Burik | 0 – 2 | Nusbaum / Platinga | 19 – 21 | 12 – 21 |       |
| 27 juli | Ontiveros / Virgen  | 2 – 0 | Escobar / Vargas   | 21 – 16 | 21 – 12 |       |
| 27 juli | Leonardo / García   | 0 – 2 | Vieyto / Cairus    | 15 – 21 | 17 – 21 |       |

### Eindronde
|  | Kwartfinale | Kwartfinale         | Kwartfinale         | Kwartfinale        | Kwartfinale |                    |    | Halve finale | Halve finale | Halve finale | Halve finale | Halve finale |              |    | Finale | Finale              | Finale | Finale | Finale | Finale | Finale |
|  |             |                     |                     |                    |             |                    |    |              |              |              |              |              |              |    |        |                     |        |        |        |        |        |
|  |             | Grimalt / Grimalt   | 21                  | 21                 |             |                    |    |              |              |              |              |              |              |    |        |                     |        |        |        |        |        |
|  |             | González / Reyes    | 13                  | 16                 |             |                    |    |              |              |              |              |              |              |    |        |                     |        |        |        |        |        |
|  |             | González / Reyes    | 13                  | 16                 |             | Grimalt / Grimalt  | 21 | 21           |              |              |              |              |              |    |        |                     |        |        |        |        |        |
|  |             |                     |                     |                    |             | Grimalt / Grimalt  | 21 | 21           |              |              |              |              |              |    |        |                     |        |        |        |        |        |
|  |             |                     | Nusbaum / Plantinga | 12                 | 14          |                    |    |              |              |              |              |              |              |    |        |                     |        |        |        |        |        |
|  |             | Hernández / Gómez   | Nusbaum / Plantinga | 12                 | 14          | 26                 | 24 | 7            |              |              |              |              |              |    |        |                     |        |        |        |        |        |
|  |             | Hernández / Gómez   |                     |                    |             | 26                 | 24 | 7            |              |              |              |              |              |    |        |                     |        |        |        |        |        |
|  |             | Nusbaum / Plantinga | 28                  | 22                 | 15          |                    |    |              |              |              |              |              |              |    |        |                     |        |        |        |        |        |
|  |             |                     |                     |                    |             |                    |    |              |              |              |              |              |              |    |        | Grimalt / Grimalt   | 21     | 22     | 15     |        |        |
|  |             |                     |                     | Ontiveros / Virgen | 18          | 24                 | 10 |              |              |              |              |              |              |    |        |                     |        |        |        |        |        |
|  |             | Brandão / Dealtry   | 25                  | 20                 |             |                    |    |              |              |              |              |              |              |    |        |                     |        |        |        |        |        |
|  |             | Ontiveros / Virgen  | 27                  | 22                 |             |                    |    |              |              |              |              |              |              |    |        |                     |        |        |        |        |        |
|  |             | Ontiveros / Virgen  | 27                  | 22                 |             | Ontiveros / Virgen | 9  | 21           | 15           |              |              |              |              |    |        |                     |        |        |        |        |        |
|  |             |                     |                     |                    |             | Ontiveros / Virgen | 9  | 21           | 15           |              |              |              |              |    |        |                     |        |        |        |        |        |
|  |             |                     | Capogrosso / Azaad  | 21                 | 17          | 12                 |    |              | Troostfinale | Troostfinale | Troostfinale | Troostfinale | Troostfinale |    |        |                     |        |        |        |        |        |
|  |             | Capogrosso / Azaad  | Capogrosso / Azaad  | 21                 | 17          | 12                 | 14 | 21           | Troostfinale | Troostfinale | Troostfinale | Troostfinale | Troostfinale | 18 |        |                     |        |        |        |        |        |
|  |             | Capogrosso / Azaad  |                     |                    |             |                    | 14 | 21           |              |              |              |              |              | 18 |        |                     |        |        |        |        |        |
|  |             | Vieyto / Cairus     | 21                  | 14                 | 16          |                    |    |              |              |              |              |              |              |    |        | Nusbaum / Plantinga | 17     | 18     |        |        |        |
|  |             |                     |                     |                    |             |                    |    |              |              |              |              |              |              |    |        | Capogrosso / Azaad  | 21     | 21     |        |        |        |

## Vrouwen

### Groepsfase
|  | Naar laatste acht |
|  | Naar tussenronde  |

#### Groep A
| # | Ploeg                | Punten | Wedstrijden | Wedstrijden | Spelpunten | Spelpunten | Spelpunten | Sets | Sets | Sets  |
| # | Ploeg                | Punten | W           | V           | W          | V          | Ratio      | W    | V    | Ratio |
| - | -------------------- | ------ | ----------- | ----------- | ---------- | ---------- | ---------- | ---- | ---- | ----- |
| 1 | Delís / Martínez     | 6      | 3           | 0           | 148        | 109        | 1,358      | 6    | 2    | 3,000 |
| 2 | Caballero / Valiente | 5      | 2           | 1           | 130        | 109        | 1,193      | 5    | 2    | 2,500 |
| 3 | Allcca / Mendoza     | 4      | 1           | 2           | 92         | 104        | 0,885      | 2    | 4    | 0,500 |
| 4 | Vargas / Vasquez     | 3      | 0           | 3           | 90         | 138        | 0,652      | 1    | 6    | 0,167 |

| Datum   |                      | Score |                      | Set 1   | Set 2   | Set 3   |
| ------- | -------------------- | ----- | -------------------- | ------- | ------- | ------- |
| 24 juli | Allcca / Mendoza     | 2 – 0 | Vargas / Vasquez     | 21 – 10 | 21 – 10 |         |
| 24 juli | Delís / Martínez     | 2 – 1 | Caballero / Valiente | 16 – 21 | 21 – 12 | 15 – 13 |
| 25 juli | Allcca / Mendoza     | 0 – 2 | Caballero / Valiente | 10 – 21 | 17 – 21 |         |
| 25 juli | Delís / Martínez     | 2 – 1 | Vargas / Vasquez     | 18 – 21 | 21 – 12 | 15 - 7  |
| 26 juli | Allcca / Mendoza     | 0 – 2 | Delís / Martínez     | 12 – 21 | 11 – 21 |         |
| 26 juli | Caballero / Valiente | 2 – 0 | Vargas / Vasquez     | 21 – 17 | 21 – 13 |         |

#### Groep B
| # | Ploeg              | Punten | Wedstrijden | Wedstrijden | Spelpunten | Spelpunten | Spelpunten | Sets | Sets | Sets  |
| # | Ploeg              | Punten | W           | V           | W          | V          | Ratio      | W    | V    | Ratio |
| - | ------------------ | ------ | ----------- | ----------- | ---------- | ---------- | ---------- | ---- | ---- | ----- |
| 1 | Cook / Pardon      | 6      | 3           | 0           | 127        | 73         | 1,740      | 6    | 0    | MAX   |
| 2 | Araya / Valenciano | 5      | 2           | 1           | 107        | 109        | 0,982      | 4    | 2    | 2,000 |
| 3 | Ayala / Ríos       | 4      | 1           | 2           | 105        | 106        | 0,991      | 2    | 4    | 0,500 |
| 4 | Davidson / Grant   | 3      | 0           | 3           | 76         | 127        | 0,598      | 0    | 6    | 0,000 |

| Datum   |                    | Score |                    | Set 1   | Set 2   | Set 3 |
| ------- | ------------------ | ----- | ------------------ | ------- | ------- | ----- |
| 24 juli | Cook / Pardon      | 2 – 0 | Davidson / Grant   | 21 – 9  | 21 – 8  |       |
| 24 juli | Ayala / Ríos       | 0 – 2 | Araya / Valenciano | 15 – 21 | 14 – 21 |       |
| 25 juli | Cook / Pardon      | 2 – 0 | Araya / Valenciano | 21 – 11 | 21 – 11 |       |
| 25 juli | Ayala / Ríos       | 2 – 0 | Davidson / Grant   | 21 – 9  | 21 – 12 |       |
| 26 juli | Cook / Pardon      | 2 – 0 | Ayala / Ríos       | 22 – 20 | 21 – 14 |       |
| 26 juli | Araya / Valenciano | 2 – 0 | Davidson / Grant   | 21 – 18 | 22 – 20 |       |

#### Groep C
| # | Ploeg                | Punten | Wedstrijden | Wedstrijden | Spelpunten | Spelpunten | Spelpunten | Sets | Sets | Sets  |
| # | Ploeg                | Punten | W           | V           | W          | V          | Ratio      | W    | V    | Ratio |
| - | -------------------- | ------ | ----------- | ----------- | ---------- | ---------- | ---------- | ---- | ---- | ----- |
| 1 | Horta / Lavalle      | 6      | 3           | 0           | 126        | 71         | 1,775      | 6    | 0    | MAX   |
| 2 | Mardones / Rivas     | 5      | 2           | 1           | 119        | 96         | 1,240      | 4    | 2    | 2,000 |
| 3 | Orellana / Revuelta  | 4      | 1           | 2           | 92         | 128        | 0,719      | 2    | 4    | 0,500 |
| 4 | Charles / Valenciana | 3      | 0           | 3           | 64         | 126        | 0,508      | 0    | 6    | 0,000 |

| Datum   |                     | Score |                      | Set 1   | Set 2   | Set 3 |
| ------- | ------------------- | ----- | -------------------- | ------- | ------- | ----- |
| 24 juli | Horta / Lavalle     | 2 – 0 | Charles / Valenciana | 21 – 8  | 21 – 7  |       |
| 24 juli | Orellana / Revuelta | 0 – 2 | Mardones / Rivas     | 19 – 21 | 15 – 21 |       |
| 25 juli | Horta / Lavalle     | 2 – 0 | Mardones / Rivas     | 21 – 16 | 21 – 19 |       |
| 25 juli | Orellana / Revuelta | 2 – 0 | Charles / Valenciana | 21 – 12 | 21 – 12 |       |
| 26 juli | Horta / Lavalle     | 2 – 0 | Orellana / Revuelta  | 21 – 10 | 21 – 11 |       |
| 26 juli | Mardones / Rivas    | 2 – 0 | Charles / Valenciana | 21 – 15 | 21 – 10 |       |

#### Groep D
| # | Ploeg                  | Punten | Wedstrijden | Wedstrijden | Spelpunten | Spelpunten | Spelpunten | Sets | Sets | Sets  |
| # | Ploeg                  | Punten | W           | V           | W          | V          | Ratio      | W    | V    | Ratio |
| - | ---------------------- | ------ | ----------- | ----------- | ---------- | ---------- | ---------- | ---- | ---- | ----- |
| 1 | Gallay / Pereyra       | 6      | 3           | 0           | 140        | 93         | 1,505      | 6    | 1    | 6,000 |
| 2 | Harnett / Lapointe     | 5      | 2           | 1           | 138        | 128        | 1,078      | 5    | 3    | 1,667 |
| 3 | Mendoza / Rodriguez    | 4      | 1           | 2           | 112        | 125        | 0,896      | 3    | 4    | 0,750 |
| 4 | Alvarado / Bethancourt | 3      | 0           | 3           | 82         | 126        | 0,651      | 0    | 6    | 0,000 |

| Datum   |                        | Score |                        | Set 1   | Set 2   | Set 3   |
| ------- | ---------------------- | ----- | ---------------------- | ------- | ------- | ------- |
| 24 juli | Harnett / Lapointe     | 2 – 1 | Mendoza / Rodriguez    | 21 – 17 | 14 – 21 | 15 – 9  |
| 24 juli | Gallay / Pereyra       | 2 – 0 | Alvarado / Bethancourt | 21 – 13 | 21 – 11 |         |
| 25 juli | Harnett / Lapointe     | 2 – 0 | Alvarado / Bethancourt | 21 – 16 | 21 – 9  |         |
| 25 juli | Gallay / Pereyra       | 2 – 0 | Mendoza / Rodriguez    | 21 – 12 | 21 – 11 |         |
| 26 juli | Harnett / Lapointe     | 1 – 2 | Gallay / Pereyra       | 13 – 21 | 22 – 20 | 11 – 15 |
| 26 juli | Alvarado / Bethancourt | 0 – 2 | Mendoza / Rodriguez    | 15 – 21 | 18 – 21 |         |

### Tussenronde
| Datum   |                      | Score |                     | Set 1   | Set 2   | Set 3   |
| ------- | -------------------- | ----- | ------------------- | ------- | ------- | ------- |
| 27 juli | Araya / Valenciano   | 2 – 0 | Mendoza / Rodriguez | 21 – 14 | 21 – 16 |         |
| 27 juli | Mardones / Rivas     | 2 – 0 | Allcca / Mendoza    | 21 – 11 | 21 – 17 |         |
| 27 juli | Harnett / Lapointe   | 1 – 2 | Ayala / Ríos        | 21 – 15 | 14 – 21 | 10 – 15 |
| 27 juli | Cabellero / Valiente | 2 – 1 | Orellana / Revuelta | 13 – 21 | 21 – 16 | 16 – 14 |

### Eindronde
|  | Kwartfinale | Kwartfinale          | Kwartfinale      | Kwartfinale   | Kwartfinale |                  |    | Halve finale | Halve finale | Halve finale | Halve finale | Halve finale |              |  | Finale | Finale           | Finale | Finale | Finale | Finale | Finale |
|  |             |                      |                  |               |             |                  |    |              |              |              |              |              |              |  |        |                  |        |        |        |        |        |
|  |             | Delís / Martínez     | 21               | 21            |             |                  |    |              |              |              |              |              |              |  |        |                  |        |        |        |        |        |
|  |             | Araya / Valenciano   | 17               | 14            |             |                  |    |              |              |              |              |              |              |  |        |                  |        |        |        |        |        |
|  |             | Araya / Valenciano   | 17               | 14            |             | Delís / Martínez | 19 | 22           |              |              |              |              |              |  |        |                  |        |        |        |        |        |
|  |             |                      |                  |               |             | Delís / Martínez | 19 | 22           |              |              |              |              |              |  |        |                  |        |        |        |        |        |
|  |             |                      | Gallay / Pereyra | 21            | 24          |                  |    |              |              |              |              |              |              |  |        |                  |        |        |        |        |        |
|  |             | Gallay / Pereyra     | Gallay / Pereyra | 21            | 24          | 22               | 21 |              |              |              |              |              |              |  |        |                  |        |        |        |        |        |
|  |             | Gallay / Pereyra     |                  |               |             | 22               | 21 |              |              |              |              |              |              |  |        |                  |        |        |        |        |        |
|  |             | Mardones / Rivas     | 20               | 18            |             |                  |    |              |              |              |              |              |              |  |        |                  |        |        |        |        |        |
|  |             |                      |                  |               |             |                  |    |              |              |              |              |              |              |  |        | Gallay / Pereyra | 21     | 20     | 10     |        |        |
|  |             |                      |                  | Cook / Pardon | 14          | 22               | 15 |              |              |              |              |              |              |  |        |                  |        |        |        |        |        |
|  |             | Horta / Lavalle      | 21               | 21            |             |                  |    |              |              |              |              |              |              |  |        |                  |        |        |        |        |        |
|  |             | Ayala / Ríos         | 17               | 13            |             |                  |    |              |              |              |              |              |              |  |        |                  |        |        |        |        |        |
|  |             | Ayala / Ríos         | 17               | 13            |             | Horta / Lavalle  | 22 | 18           |              |              |              |              |              |  |        |                  |        |        |        |        |        |
|  |             |                      |                  |               |             | Horta / Lavalle  | 22 | 18           |              |              |              |              |              |  |        |                  |        |        |        |        |        |
|  |             |                      | Cook / Pardon    | 24            | 21          |                  |    |              | Troostfinale | Troostfinale | Troostfinale | Troostfinale | Troostfinale |  |        |                  |        |        |        |        |        |
|  |             | Cook / Pardon        | Cook / Pardon    | 24            | 21          | 21               | 21 |              | Troostfinale | Troostfinale | Troostfinale | Troostfinale | Troostfinale |  |        |                  |        |        |        |        |        |
|  |             | Cook / Pardon        |                  |               |             | 21               | 21 |              |              |              |              |              |              |  |        |                  |        |        |        |        |        |
|  |             | Caballero / Valiente | 8                | 10            |             |                  |    |              |              |              |              |              |              |  |        | Delís / Martínez | 19     | 19     |        |        |        |
|  |             |                      |                  |               |             |                  |    |              |              |              |              |              |              |  |        | Horta / Lavalle  | 21     | 21     |        |        |        |

## Medailles

### Medaillewinnaars
| Onderdeel | Goud | Goud                          | Zilver | Zilver                        | Brons | Brons                           |
| --------- | ---- | ----------------------------- | ------ | ----------------------------- | ----- | ------------------------------- |
| mannen    | CHI  | Esteban Grimalt Marco Grimalt | MEX    | Rodolfo Ontiveros Juan Virgen | ARG   | Nicolás Capogrosso Julián Azaad |
| vrouwen   | USA  | Karissa Cook Jace Pardon      | ARG    | Ana Gallay Fernanda Pereyra   | BRA   | Carolina Horta Ângela Lavalle   |

### Medaillespiegel
| Rang   | Land             | Goud | Zilver | Brons | Totaal |
| 1      | Chili            | 1    | 0      | 0     | 1      |
| 1      | Verenigde Staten | 1    | 0      | 0     | 1      |
| 3      | Argentinië       | 0    | 1      | 1     | 2      |
| 4      | Mexico           | 0    | 1      | 0     | 1      |
| 5      | Brazilië         | 0    | 0      | 1     | 1      |
| Totaal | Totaal           | 2    | 2      | 2     | 6      |

Winnipeg 1999 ·
Santo Domingo 2003 ·
Rio de Janeiro 2007 ·
Guadalajara 2011 ·
Toronto 2015 ·
Lima 2019 ·
Santiago 2023